# 八巨镇
八巨镇，是中华人民共和国江苏省盐城市滨海县下辖的一个乡镇级行政单位。

## 行政区划
八巨镇下辖以下地区：
八巨社区、王庄村、永余村、巨峰村、前案村、巨星村、东港村、案东村、合成村、前冲村、华新村和玉民村。